# Orliczko
Orliczko (prononciation : [ɔrˈlit͡ʂkɔ]) est un village polonais de la gmina de Pniewy dans le powiat de Szamotuły de la voïvodie de Grande-Pologne dans le centre-ouest de la Pologne.
Il se situe à environ 12 kilomètres au nord de Pniewy (siège de la gmina), 18 kilomètres à l'ouest de Szamotuły (siège du powiat), et à 47 kilomètres au nord-ouest de Poznań (capitale de la Grande-Pologne).

## Histoire
De 1975 à 1998, le village faisait partie du territoire de la voïvodie de Poznań.

Depuis 1999, Orliczko est situé dans la voïvodie de Grande-Pologne.
Le village possède une population de 153 habitants en 2013.